# Triphora (Plantae)
Triphora je rod orhideja u podtribusu Triphorinae, dio tribus Triphoreae. Postoji 24 vrsta u Sjevernoj, Srednjoj i Južnoj Americi.

## Vrste
1. Triphora amazonica Schltr.
2. Triphora carnosula (Rchb.f.) Schltr.
3. Triphora craigheadii Luer
4. Triphora debilis (Schltr.) Schltr.
5. Triphora foldatsii Carnevali
6. Triphora galeanoi Szlach., Baranow & Mytnik
7. Triphora gallegosii Figueroa, Zabalg., Velázquez-R. & R.Jiménez
8. Triphora gentianoides (Sw.) Nutt.
9. Triphora giraldoi Szlach. & Kolan.
10. Triphora hassleriana Schltr.
11. Triphora heringeri Pabst
12. Triphora miserrima (Cogn.) Acuña
13. Triphora nitida (Schltr.) Schltr.
14. Triphora pinensis Soto Calvo, Esperon & Sauleda
15. Triphora pusilla (Rchb.f. & Warm.) Schltr.
16. Triphora pygmea Szlach. & Kolan.
17. Triphora ravenii (L.O.Williams) Garay
18. Triphora santamariensis Portalet
19. Triphora surinamensis (Lindl.) Britton
20. Triphora trianthophoros (Sw.) Rydb.
21. Triphora uniflora A.W.C.Ferreira, Baptista & Pansarin
22. Triphora vichadaensis Szlach., Baranow & Mytnik
23. Triphora wagneri Schltr.
24. Triphora yucatanensis Ames